# Station Chodków
Station Chodków is een spoorwegstation in de Poolse plaats Chodków.